# Zelandotipula monostictula
Zelandotipula monostictula là một loài ruồi trong họ Tipulidae. Chúng phân bố ở vùng Tân nhiệt đới.